# مايك بيرو
مايك بيرو (بالإنجليزية: Mike Pero)‏ هو شخصية أعمال نيوزلندي، ولد في 26 فبراير 1960 في كرايستشرش في نيوزيلندا.